# David Uclés
David Uclés (Úbeda, Jaén, 21 de enero de 1990) es escritor, músico, dibujante y traductor español.

## Biografía
David Uclés cursó estudios lingüísticos (Traducción e Interpretación / Máster de Profesorado en Lengua Extranjera) en Córdoba, Münster (Alemania) y Granada, y trabajó como profesor de español, alemán e inglés en Alemania, Francia y Suiza. También vivió en Inglaterra y pasó varios años entre Galicia, Euskadi y Cataluña. Actualmente reside en Madrid.
Sus obras se enmarcan dentro de la corriente literaria del realismo mágico y entre sus influencias literarias destacan Günter Grass, Gabriel García Márquez, José Saramago, Mercè Rodoreda, Miguel de Unamuno, Edgar Hilsenrath y Olga Tokarczuk.
En 2019 recibió el Premio Complutense de Literaturaen la modalidad de narrativa por su primera obra, El llanto del león, novela teatral que recoge las últimas conversaciones entre un padre enfermo de cáncer y su hijo de diez años. El presidente del jurado fue Luis Mateo Díez, Premio Cervantes 2023. En 2020 publicó en la editorial Dos Bigotes Emilio & Octubre,novela que narra la historia de amor de dos hombres desde el nacimiento de uno hasta la muerte del otro, en un futuro cercano en el que los protagonistas se introducen en las pinturas tridimensionalizadas de los museos y viajan a través del arte por toda Europa. 
Su tercera novela, La península de las casas vacías, publicada por Ediciones Siruela en marzo de 2024, obra que narra toda la guerra civil española en clave de realismo mágico, fruto de quince años de trabajo y de un exhaustivo viaje de documentación y memoria por la geografía española. En un artículo posterior, él mismo comentó sobre la novela: 

«Sobre este mar ambicioso y ondeante me embarqué en este proyecto hace quince años: La península de las casas vacías. A los mil días de empezar el manuscrito, registré un grueso de quinientas páginas, que aumentarían a ochocientas en siete años y a mil en once. Con el paso del tiempo, surgieron algunas ofertas de publicación. Pero el libro nunca estaba terminado. El trabajo ante mí era titánico. Decidí no opositar para dedicarle todo mi tiempo a la kafkiana empresa y me mudé a distintas regiones de la península para conocer mejor el territorio descrito: Galicia, Euskadi, Cataluña, Madrid y Andalucía; recorrí 20 000 km siguiendo las huellas del conflicto por todo el país y me aislé un año en los Alpes para terminar el manuscrito, donde llené las paredes de una habitación de notas, todo un exoesqueleto compuesto por: un calendario de las cosechas de cada época del año, un mapa con la distribución provincial y de carreteras de entonces; el sistema métrico usado antaño y las diferentes monedas que se acuñaron; fotos de los uniformes de cada bando; una lista con los nombres más usados en los años treinta; gráficas demográficas; la evolución de los cargos militares de cada figura emblemática; los dichos más comunes y las canciones que tatareaba el pueblo; carteles propagandísticos de la época, recortes de periódico, los precios de la comida y del ocio en la Segunda República, la mil y una cronologías de las batallas...»
David Uclés.

Para su creación recibió las becas Montserrat Roigy Leonardo. 
Fue galardonada con el Premio Cálamo Mejor Libro del Año 2024, y con el Premio Andalucía de la Crítica 2025, el Premio Espartaco de la Semana Negra de Gijón a Mejor Novela Histórica, y el Premio Kelvin 505 a Mejor Novela Fantástica. También fue la candidata española al Premio de Literatura de la Unión Europea 2025. Ha alcanzado 18 ediciones quince meses y ha vendido más de 150 000 ejemplares, siendo elegida como uno de los best sellers del año 2024 y 2025. La novela está siendo traducida a seis idiomas: francés, portugués, italiano, danés, rumano y griego, y ha recibido los halagos de Joaquín Sabina, Iñaki Gabilondo, Ian Gibson o Irene Vallejo. Fue elegido el segundo mejor libro del año por el jurado de la lista anual de Babelia (2024). 
El mismo año participó en varios certámenes literarios como Centroamérica Cuenta,Festival 42 de Literatura Fantástica,Festival de Literatura Expandida FLEM,Book Friday 2024y Festival Literaktum,y clausuró junto a otros escritores la Biennal de Pensament de Barcelona.
Como músico, canta y compone al arpa, al piano, al acordeón y a la guitarra. Ha compuesto la música de varias obras de teatro, documentales y exposiciones (Tabacalera, Universidad de París,LesGaiCineMad).

## Obra literaria
| Año  | Título                           | Editorial             | ISBN           |
| ---- | -------------------------------- | --------------------- | -------------- |
| 2019 | El llanto del león               | Ediciones Complutense | 978-8466936767 |
| 2020 | Emilio y Octubre                 | Editorial Dos Bigotes | 978-8412142860 |
| 2024 | La península de las casas vacías | Ediciones Siruela     | 978-8419942319 |

## Premios
- (2019). Premio Complutense de Literatura 2019 por El llanto del león.
- (2020). Aula Social del Hospital San Carlos. Accésit del 'X Premio de relato breve Dr. Pedro Zarco': accésit por Bicardio Reis.
- (2021). Asociación Hispano-Rumana 'Salva'. Premio de Narrativa Breve Cristina Tomi: primera mención por La filósofa en el café y el pintor en el prostíbulo.
- (2022). Ayuntamiento de Barcelona: beca Montserrat Roig de creación Literaria para la obra La península de las casas vacías.

- (2022). Fundación BBVA. Beca Leonardo de Investigación científica y creación cultural para La península de las casas vacías.
- (2024). Ministerio de Cultura: subvención para la creación literaria para la obra Niños jugando en las ruinas.

- (2024). Premio Cálamo: 'Libro del Año, 2024' por La península de las casas vacías.[20]
- (2025). Premio Andalucía de la Crítica.
- (2025). Finalista y candidato español al Premio de Literatura de la Unión Europea.
- (2025). Premio Espartaco de la Semana Negra de Gijón a Mejor Novela Histórica
- (2025). Premio Kelvin 505 a Mejor Novela Fantástica
- Premio Jiennense del Año (Cultura).
- IX Premio Corazón de Olavidia.